# Israelitisches Asyl Sontheim

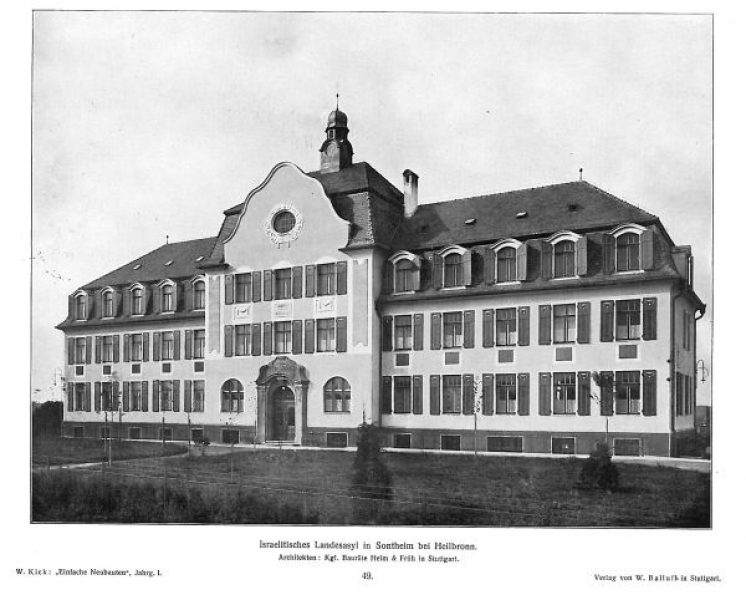

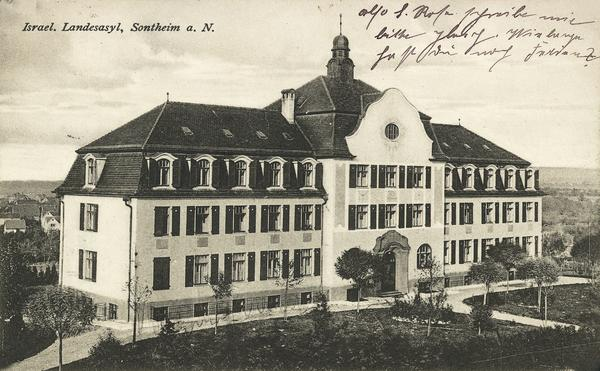

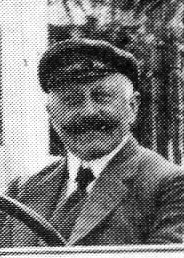
Julius Picard (1904)

Das Israelitische Asyl in Heilbronn-Sontheim war ein jüdisches Altersheim, in dem sich auch ein Betsaal befand. Das Asyl befand sich von 1907 bis 1940 im Gebäude der Wilhelmsruhe in der Hermann-Wolf-Straße 11, ab 1942 im Haus des Julius Picard, Lauffener Straße 12.

## Wilhelmsruhe
Am 11. April 1895 entschloss sich der Israelitischer Männerverein für Krankenpflege und Leichenbestattung nicht ein Krankenhaus, wie es die Vereinssatzung forderte, sondern ein Israelitisches Asyl für alleinstehende Männer und Frauen zu bauen. Julius Spiegelthal formierte eine Kommission und sammelte Spenden im In- und Ausland. Am 25. April 1897 erfolgte die Gründung eines Israelitischen Landes-Asyl- und Unterstützungsvereins, der Spenden für das Israelitische Asyl sammelte. 1902 wurde das Baugrundstück erworben und 1907 war der Bau nach den Plänen der Stuttgarter Architekten Carl Heim und Jacob Früh fertiggestellt. Es gab zunächst Platz für 32 Personen. Die ärztliche Leitung lag bei Willy Flegenheimer und Julius Picard.

## Deportation und Verlegung
1938 lebten etwa 100 Personen in diesem Heim, das bei der Pogromnacht 1938 Ziel von Sachbeschädigungen war. In der Zeit nach den Novemberpogromen wurde der Gottesdienst im Landesasyl durch die Insassen des Heims abgehalten. Hier werden die Namen Sulzbacher, David Stern, Strauss, Berta Tänzer (Frau des Rabbiners Aron Tänzer) und Grailsamer erwähnt. Nach Beginn des Krieges im September 1939 wurde das Landesasyl Ziel jüdischer Flüchtlinge aus der Pfalz, dem Saargebiet und aus Baden, so dass bis zu 140 Personen dort einquartiert waren. Ab November 1940 wurden die Asylbewohner deportiert oder umgesiedelt.

## Picardsches Haus
Vom 15. bis zum 17. November 1940 wurde das Israelitische Asyl in das Haus von Picard (Lauffener Straße 12) in Sontheim verlegt, der selbst am 7. Dezember 1940 auswanderte. Vom 8. April bis 5. Mai 1942 fanden Deportationen nach Izbica mit 16 Personen statt. Nur das Haus Picard stand den Betroffenen als Israelitisches Asyl zur Verfügung. Von 39 sank mit der Deportation die Zahl auf 23 Betroffenen die noch im Israelitischen Asyl Zuflucht fanden.
Der Arzt Ludwig Essinger, Böckinger Bürger jüdischen Glaubens, der 1938 aus der Ärztekammer des Gaues Württemberg-Hohenzollern ausgeschlossen worden war und seitdem nur noch als Krankenbehandler galt, betreute vom 7. Januar 1942 bis zu seinem Freitod am 25. April 1942 die Bewohner des Sontheimer israelitischen Asyls medizinisch.
Krankenschwester Paula Adelsheimer kam von Stuttgart nach Sontheim. Am 20. August 1942 wurden die letzten 22 Bewohner des israelitischen Asyl von Sontheim in das KZ Theresienstadt gebracht.